# Nello Tedeschini
Nello Tedeschini (Modena, 6 novembre 1912 – Palermo, 27 gennaio 1996) è stato un calciatore italiano, di ruolo centrocampista.
Era fratello minore di Giorgio Tedeschini.

## Carriera
Giocò per una stagione in Serie A nel Modena nella stagione 1931-1932 facendo 3 presenze. Poi passò al Parma per una stagione in Prima Divisione. 

## Palmarès

### Club

#### Competizioni nazionali
- Serie C: 2

Catania: 1938-1939
Palermo-Juventina: 1941-1942

#### Competizioni regionali
- Campionato siciliano: 1

Palermo: 1945